# ABN AMRO World Tennis Tournament 2013
ABN AMRO World Tennis Tournament 2013 byl tenisový turnaj pořádaný jako součást mužského okruhu ATP World Tour, který se hrál v aréně Ahoy Rotterdam na krytých dvorcích s tvrdým povrchem. Konal se mezi 11. až 17. únorem 2013 v nizozemském městě Rotterdam jako 41. ročník turnaje.
Turnaj s rozpočtem 1 207 000 eur patřil do kategorie ATP World Tour 500. Nejvýše nasazeným hráčem ve dvouhře byla švýcarská světová dvojka Roger Federer.

## Mužská dvouhra

### Nasazení
| Stát      | Hráč                  | ATP1) | Nasazení |
| --------- | --------------------- | ----- | -------- |
| Švýcarsko | Roger Federer         | 2.    | 1.       |
| Argentina | Juan Martín del Potro | 7.    | 2.       |
| Francie   | Jo-Wilfried Tsonga    | 8.    | 3.       |
| Francie   | Richard Gasquet       | 10    | 4        |
| Francie   | Gilles Simon          | 14.   | 5.       |
| Itálie    | Andreas Seppi         | 18.   | 6.       |
| Polsko    | Jerzy Janowicz        | 25.   | 7.       |
| Německo   | Florian Mayer         | 27.   | 8.       |

- 1) Žebříček ATP ke 4. únoru 2013.

### Jiné formy účasti
Následující hráči obdrželi divokou kartu do hlavní soutěže:
- Thiemo de Bakker
- Gaël Monfils
- Igor Sijsling

Následující hráči postoupili z kvalifikace:
- Matthias Bachinger
- Daniel Brands
- Ernests Gulbis
- Matteo Viola

### Odhlášení
- Philipp Kohlschreiber
- Lukáš Lacko
- Michaël Llodra
- Radek Štěpánek

### Skrečování
- Martin Kližan
- Benoît Paire
- Michail Južnyj

## Mužská čtyřhra

### Nasazení
| Stát      | Hráč                | Stát       | Hráč              | ATP1) | Nasazení |
| --------- | ------------------- | ---------- | ----------------- | ----- | -------- |
| Španělsko | Marcel Granollers   | Španělsko  | Marc López        | 8.    | 1.       |
| Pákistán  | Ajsám Kúreší        | Nizozemsko | Jean-Julien Rojer | 27.   | 2.       |
| Švédsko   | Robert Lindstedt    | Srbsko     | Nenad Zimonjić    | 31.   | 3.       |
| Polsko    | Mariusz Fyrstenberg | Polsko     | Marcin Matkowski  | 35.   | 4.       |

- 1) Žebříček ATP ke 4. únoru 2013; číslo je součtem umístění obou členů páru.

### Jiné formy účasti
Následující páry obdržely divokou kartu do hlavní soutěže:
- Thiemo de Bakker /  Jesse Huta Galung
- Robin Haase /  Igor Sijsling

Následující páry do hlavní soutěže nastoupily z pozice náhradníků:
- Stephan Fransen /  Wesley Koolhof
- Jerzy Janowicz /  Jarkko Nieminen

### Odhlášení
- Michaël Llodra
- Michail Južnyj

## Přehled finále

### Mužská dvouhra
- Juan Martín del Potro vs.  Julien Benneteau, 7–6(7–2), 6–3

### Mužská čtyřhra
- Robert Lindstedt /  Nenad Zimonjić vs. Thiemo de Bakker /  Jesse Huta Galung, 5–7, 6–3, [10–8]